# Yvonne Viseux

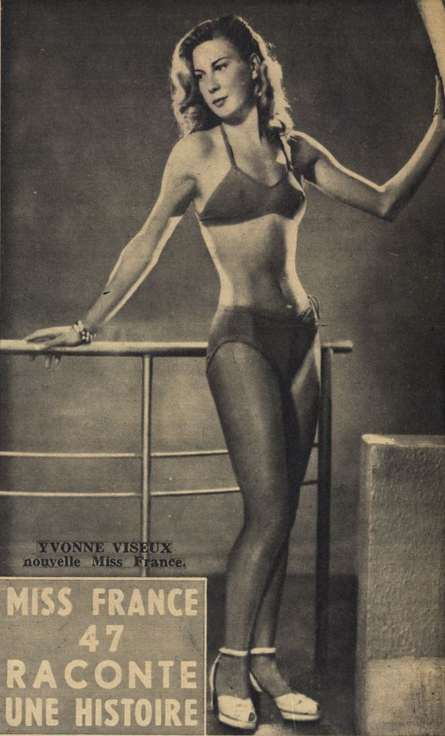
Yvonne Viseux, 1948

Yvonne Viseux (* 9. Mai 1927 in Paris; † 31. Januar 2018 in Gaillac) war eine französische Schönheitskönigin und 17. Miss France 1947.

## Werdegang
Viseux wurde als Tochter eines französischen Gendarmen im 10. Arrondissement von Paris geboren. In der Geschwisternfolge war sie das vierte von acht Kindern. Nachdem der Vater aus der Gendarmerie ausgeschieden war, zog die Familie nach Camon (Somme).
Im Jahre 1946 wurde sie zur Miss Côte d’Azur gewählt. Noch im gleichen Jahr stellte sie sich zur Wahl der Miss France. Die Wahl unter 15 Kandidatinnen fand am 22. Dezember 1946 im Palais de Chaillot in Paris statt. Viseux gewann den Titel als Miss France 1947. Die zweitplatzierte Jacqueline Donny folgte ihr ein Jahr später zur Miss France 1948.